# Olivia Grange
Olivia „Babsy“ Grange (* 27. April 1946) ist eine jamaikanische Politikerin der Jamaica Labour Party (JLP). Sie war von 2007 bis Anfang 2012 Ministerin für Jugend, Sport und Kultur (Minister of Youth, Sport and Culture) Jamaikas.

## Leben
Olivia Grange wuchs in Kingston auf, sie besuchte die All Saints Primary und die Gainstead High School. Sie studierte dann an der Ryerson University in Toronto, Kanada. Gemeinsam mit weiteren Mitgründern rief sie Contrast ins Leben, Kanadas erste Zeitung für die afroamerikanische Community. Grange arbeitete auch mit der Ontario Human Rights Commission. Als Chief Executive Officer der Entertainment Promotions Company war sie als Veranstaltungsmanagerin tätig, unter anderem für eine Reihe von Reggae-Musikern, wie Leroy Sibbles, Shabba Ranks und Lady Patra. 

## Politik
Grange kehrte in den 1970er Jahren nach Jamaika zurück, ging aber dann nach einer Inhaftierung während des Ausnahmezustands im Jahr 1976 wieder zurück nach Kanada ins Exil. Als sie 1980 nach dem Ende der Regierung der People’s National Party für einen Urlaub nach Jamaika zurückkehrte, wurde sie von Edward Seaga, der kurz zuvor mit der JLP die Wahl gewonnen hatte und zum Premierminister gewählt worden war, eingeladen, für ihn in West Kingston zu arbeiten. Sie organisierte dort Jugendkulturprogramme u. ä.
Grange ist Mitbegründerin und Direktorin der Jamaica Association of Composers, Artistes and Producers (JACAP) und Direktorin des Edward Seaga Research Institutes.
Sie ist seit 1997 Abgeordnete des jamaikanischen Parlaments (Member of Parliament). Sie bekleidete bereits verschiedene öffentliche und Parteiämter, so war sie unter anderem Staatsministerin (Minister of State) mit Zuständigkeit für Information und Kultur und ist ehemalige stellvertretende Generalsekretärin und Public-Relations-Verantwortliche der Jamaica Labour Party.
Bei der Parlamentswahl am 3. September 2007 wurde sie als Kandidatin der JLP für den Wahlkreis St. Catherine Central ins Repräsentantenhaus gewählt. Die JLP errang bei dieser Wahl die Mehrheit und bildete die neue Regierung. Grange wurde zur Ministerin für Information, Jugend, Sport und Kultur berufen und am 14. September vereidigt. Bei einer Kabinettsumbildung am 6. April 2009 gab ihr Ministerium die Zuständigkeit für Information ab, danach wurde sie Ministerin für Jugend, Sport und Kultur. Sie blieb Ministerin bis zur Wahlniederlage der JLP am 29. Dezember 2011. Da sie ihren Wahlkreis auch bei dieser Wahl gewinnen konnte, blieb sie Mitglied des Repräsentantenhauses. Am 19. Januar 2012 ernannte Oppositionsführer Andrew Holness sie zur Oppositionssprecherin für Jugend-, Sport- und Kulturpolitik.